# Lopo de Almeida e Mello
Lopo de Almeida Henriques Botelho e Mello (Lisboa, 6 de outubro de 1799 - Corrientes, 29 de dezembro de 1867) foi um engenheiro militar e político brasileiro. Participou da Guerra da Cisplatina, Guerra dos Farrapos e Guerra do Paraguai, sendo que foi nessa última que teve seu fim, morrendo por doenças contraídas na guerra.

## Biografia

### Formação
Chegando no Brasil como criança, em 30 de abril de 1802, 6 anos antes da transferência da corte portuguesa para o Brasil em 1808, fIlho de Tenente-Coronel do Exército Português, Lopo Joaquim de Almeida Henriques, que vinha ao Brasil para administrar a Capitania do Rio Grande do Norte. Lopo se apresentou praça e jurou bandeira em 1819, indo à Real Academia Militar em fevereiro de 1820, concluindo o curso com aproveitamento. Em 12 de outubro de 1825, já havia atingido a patente de Capitão, comandando o 2º Corpo de Artilharia de Posição do Exército Imperial.
Teve formação também no curso de humanidades, estudando as línguas latina e francesa, e também Filosofia.

### Cisplatina
Foi destacado para a Província do Rio Grande do Sul em 1827, lutando na Guerra da Cisplatina, comandando duas brigadas de artilharia na Batalha do Passo do Rosário. Ao fim da guerra, em 1829, voltou a Academia Militar, onde concluiu quatro anos do curso de matemática.

### Guerra dos Farrapos
Em 15 de novembro de 1832, foi novamente transferido para a guarnição do Rio Grande do Sul, sendo que emigrou ao Rio de Janeiro em ocasião da Guerra dos Farrapos, uma rebelião separatista, por não se aderir a ela. Lopo de Almeida retornaria ao Rio Grande do Sul em março de 1836, comandando, de maneira interina, uma coluna de brigada do 1º Corpo de Artilharia de Posição, cerca de 100 artilheiros, e um ano depois seria promovido a Major, assumindo definidamente o comando do Corpo de Artilharia a Cavalo, que seria conhecido posteriormente como o Regimento Mallet. Durante a Batalha do Barro Vermelho, na Vila do Rio Pardo, sofreu 27 graves ferimentos, sendo prisioneiro das forças farroupilhas até 22 de novembro de 1838, quando foi resgatado de seu aprisionamento pelo Major Francisco Pedro de Abreu. Durante sua prisão, o Major foi dado como morto e seus filhos e mulher, considerada por viúva do militar, receberam pensões.
Ao final da Rebelião, já havia sido promovido a Coronel e sido agraciado com as Imperiais ordens do Cruzeiro e de São Bento de Avis, oficial daquela e comendador desta.

### Deputado do Rio Grande do Sul
Em 1846, Lopo de Almeida, que seria promovido a Brigadeiro Graduado em 18 de dezembro, tornou-se deputado provincial de Rio Grande do Sul. Como político, foi inspetor de obras da província, ajudando na construção do Liceu Dom Afonso, a primeira escola secundária da Província do Rio Grande do sul.

### Paraguai
Em 1861, o ainda Brigadeiro Lopo foi destacado para comandar a 2ª Brigada estacionada em Bagé, no Rio Grande do Sul.
Cerca de 2 anos após o início da Guerra do Paraguai, o já Marechal de campo Lopo de Almeida foi incluído na junta militar de justiça na Província do Rio Grande do Sul, atuando como comandante da fronteira. No mês de abril, assumiu o comando das tropas brasileiras que estavam presentes na Província Argentina de Corrientes, mas faleceu ali, em 29 de dezembro de 1867, por conta de doença que contraiu em 1866.

## Descendência
Lopo de Almeida teve cinco filhos com sua esposa Francisca Carlota de Mello. Foram eles:
- Lopo de Almeida Henriques Botelho e Mello Sênior
- Lopo de Almeida Henriques Botelho e Mello Júnior, que ingressaria também no Exército Imperial Brasileiro em 9 de abril de 1863 na Arma de Cavalaria ligeira,[28] graduando como oficial em 18 de janeiro de 1868. Foi cavaleiro também da Imperial Ordem de Cristo. [29]
- Maria Carlota de Mello
- Anna Carlota de Mello
- Josephina Carlota de Mello

Também foi pai de Joaquina Luiza de Mello, que faleceu em 13 de abril de 1858 na fortaleza de Santa Cruz no Rio de Janeiro, quando Lopo de Almeida foi comandante dali.

## Honrarias
Ordens:
- Oficial da Imperial Ordem do Cruzeiro
- Comendador da Imperial Ordem de São Bento de Avis
- Cavaleiro da Imperial Ordem de Nosso Senhor Jesus Cristo
- Cavaleiro da Imperial Ordem da Rosa